# 孟顗
孟顗（?—?），字彦重，平昌郡安丘县（今山东安丘）人，中国南北朝刘宋政治人物，卫将军孟昶之弟。

## 生平
孟昶、孟顗有美好的风度，当时人称他們为双珠。孟昶尊贵、又有名，孟顗不願意被召當官。孟昶死后，孟顗历任侍中、仆射、太子詹事、散骑常侍、左光禄大夫。元嘉十八年（441年），由丹阳尹转任尚书仆射，元嘉二十二年（445年），转任尚书左仆射。次年春去职。
他曾经去徐羡之之处谈论关、洛旧事，孟顗叹息说，刘穆之死后便无后继之人。王弘当时在场，非常不平，说：“以前魏朝重用张郃，说不可一日没有他。但张郃死了，国家兴亡也沒受影響啊？”孟顗不高兴，众宾客笑着给他们劝解。
孟顗担任会稽郡太守時，篤信佛法，谢灵运嘲笑孟顗，说孟顗沒有智慧，可以先轉世到天道，但絕對無法比自己早成佛。谢灵运和王弘之在千秋亭喝酒，赤身裸體大吼大叫，孟顗認為不成體統，谢灵运也不高興。谢灵运想要在会稽圍湖造田，孟顗不给。谢灵运说孟顗不是爱惜百姓，而是顾及湖中鱼虾的生命。兩人種種不愉快，孟顗深恨谢灵运，上奏朝廷说谢灵运要谋反。宋文帝知道谢灵运被诬告，让谢灵运转任临川内史。
孟顗在会稽太守任上去世。